# Gunnar Molthon
Gunnar Molthon, född 13 augusti 1909 i Vårdinge församling, död 8 juli 2006 i Tyresö församling, var en svensk musiker och orkesterledare. Efternamnet Molthon var taget, ursprungligen hette han Lundquist. Gunnar Molthon var Accordion Clubs förste kapellmästare. Han var dessutom en av initiativtagarna till Stockholms Melodiklubb, en orkester som han kom att leda under många år. Förutom att leda orkestrar komponerade Gunnar Molthon också egna melodier. Dessa gav han sedan ut på sitt eget Musikförlag Mollton.

## Biografi
Gunnar Molthon växte upp i Lidingö och var under hela sitt liv varit bosatt i Stockholm. Han började spela dragspel som 8-åring och bildade sin första orkester redan när han var 16 år gammal. Han var en helt självlärd musiker och lärde sig noter genom att läsa på bibliotek. Utbildade sig från början till rörmontör, men kunde från 1938 kalla sig heltidsmusiker. Gunnar Molthon kom att bli en av framträdande dragspelarna under 1940- och 1950-talen. Bland annat hade hans trio ett stadigt engagemang ett par kvällar i veckan på restaurang Corso. Vid sidan av musicerandet tog han emot elever, både privat och i grupp. Under en period undervisade han sammanlagt 125 elever.
Gunnar Molthon har varit gift två gånger; första hustrun hette Gerd, den andra Mary. Båda två var sångerskor som Molthon spelade med.

## Orkestermedlemmar
Några musiker som spelat i Molthons orkestrar:
- Olle Bergman – gitarr, sång
- Magnus "Mankan" Sjöholm – bas
- Nils Wallenrud – gitarr, sång
- "Acke" Dahlman – bas
- Hans Wahlgren – dragspel
- Ivan Nordström – gitarr, sång
- Jerry Kjellsson – bas

## Verk i urval
- Vals i Junotäppan
- Skridskoprinsessan
- Tisdagspolka
- Accordion Clubs Paradmarsch

## Gunnar Molthons arkiv
Gunnar Molthons efterlämnade personarkiv bevaras hos Svenskt visarkiv. I arkivet finns bland annat tidningsklipp, fotografier  och över 300 handskrivna arrangemang för dragspelsorkester av Gunnar Molthon.